# Żmija gabońska
Żmija gabońska (Bitis gabonica) – gatunek jadowitego węża z rodziny żmijowatych (Viperidae).

## Występowanie
Występuje w Afryce Subsaharyjskiej. Zasiedlane przez nią tereny rozciągają się od Beninu na wschód do Tanzanii i południowo-zachodniej Kenii oraz od Sudanu Południowego na południe do Angoli, Zambii, wschodniego Zimbabwe i północno-wschodniej RPA. Ponieważ gad przebywa w tropikalnej strefie klimatycznej, wśród ściółki leśnej, jest aktywny przez cały rok.

### Biotop
Prowadzi naziemny tryb życia. Doskonale ukrywa się wśród opadłych i butwiejących liści, dość często można spotkać wylegującą się w płytkich, nagrzanych słońcem zbiornikach wodnych.

## Systematyka
Za podgatunek żmii gabońskiej był dawniej uznawany Bitis rhinoceros z Afryki Zachodniej, mający obecnie status odrębnego gatunku.

## Cechy charakterystyczne
Wąż jadowity o uzębieniu Solenoglypha. Jest to najwyższy stopień rozwoju aparatu jadowego u węży. Zęby te znajdują się w przedniej części otworu gębowego żmii, złożone pozostają równolegle do kości szczęki. Zęby są typu kanalikowego. Żmija gabońska nie jest na ogół agresywna. Zaniepokojona wydaje głośny syk i dopiero w ostateczności atakuje. Chociaż jej ukąszenie jest niezwykle niebezpieczne dla człowieka, ataki zdarzają się bardzo rzadko. Ze wszystkich jadowitych węży świata ma największą głowę i najdłuższe zęby jadowe, które mogą osiągnąć 5 cm długości. Ma charakterystyczne plamy, które mają kształt prostokątów, a po bokach ciała – trójkątów. Są one jasno purpurowe, brązowe, brunatne i kremowe. Gad ze wschodnich terenów występowania jest mniejszy od przedstawicieli swojego gatunku zamieszkujących obszary zachodnie.

### Wygląd
Głowa
Duża i płaska, ma trójkątny zarys.
Oczy
Są jasne z pionową źrenicą.
Ciało
Ciało masywne, grzbiet i boki pokryte są kolorowymi plamami tworzącymi deseń geometryczny. Gruczoły jadowe znajdują się z tyłu jej dużej, płaskiej, trójkątnej głowy. Posiada między nozdrzami 2 krótkie wyrostki skórne. Dorasta do 2 m długości, grubość ok. 20 cm i waży nawet 8 kilogramów.

## Pokarm
Żywi się głównie drobnymi kręgowcami. Poluje, leżąc nieruchomo na ziemi, w pobliżu lub na ścieżkach, którymi chodzą zwierzęta. Gdy potencjalna zdobycz zbliży się, wąż bez wahania atakuje. Zatapia zęby jadowe w ofiarę i czeka aż umrze. Wówczas przystępuje do połykania zdobyczy. Zjada osobniki wielkości królika.

## Jadowitość
Uważana za jednego z najbardziej jadowitych węży na świecie. Jednorazowo może wstrzyknąć swej ofierze do 5 ml jadu. Dorosły człowiek może umrzeć od ukąszenia w ciągu 15 minut. Ratunkiem dla niego jest zastrzyk z surowicy lub natychmiastowa transfuzja krwi. Ponieważ wąż może kontrolować głębokość ukąszenia i ilości wstrzykiwanej toksyny, nie każde ugryzienie musi być śmiertelne. Głównymi składnikami jadu są hemotoksyny oraz cytotoksyny. Jad atakuje układ limfatyczny i ma dużo frakcji białkowych oraz enzymów, które prowadzą do martwicy, powodują mocny ból oraz krwawienia wewnętrzne i zewnętrzne np. z nosa, uszu, oczu.

## Rozmnażanie
W okresie godów samce wyruszają na poszukiwanie partnerek. Może dochodzić wówczas między nimi do walk, jednak wtedy węże się nigdy nie kąsają. Oplatają się jedynie i starają wzajemnie przygnieść do ziemi. Pokonany osobnik oddala się, zaś zwycięzca odbywa kopulacje z samicą. Zapłodnione jaja pozostają w ciele matki. Samica w tym czasie w ogóle nie poluje. Dzięki dostarczanemu ciepłu ich wzrost następuje szybko, a osobniki są gotowe do opuszczenia osłonek jajowych po 2 miesiącach. Po wykluciu się młodych matka rozpoczyna intensywne polowanie, by odzyskać swą masę ciała. Ponieważ okres inkubacji jest bardzo męczący dla samicy, przystępuje do rozrodu co 2, a nawet 3 lata. Liczebność miotu może być bardzo różna. Zazwyczaj waha się od 16 do 60 noworodków. Małe węże są od razu samodzielne i zaraz po przyjściu na świat rozpełzają się we wszystkich kierunkach. Wraz z wiekiem na głowie młodych żmij pojawiają się wyrostki nosowe.